# El génesis de Superlópez
El génesis de Superlópez es el decimotercer álbum de la historieta Superlópez, aunque cronológicamente es el que contiene las historietas más antiguas, mostrando así los comienzos de la serie en las editoriales Euredit y Bruguera.
El álbum comienza con un texto escrito por Antonio Martín Martínez, quien fuese el director de la editorial Euredit, que explica la evolución del personaje, desde el motivo por el que se creó como una parodia de Supermán, hasta el año 1975.

## Creación
Para las historietas de Euredit, Jan concibió su parodia de Supermán a la manera de un español medio de lo más común y corriente; «en clave de matrimonio hortera», porque le parecía lo más cercano al público de la época. Este personaje, ante las dificultades cotidianas que no puede resolver y que le frustran, adopta como válvula de escape la táctica de imaginarse que es un superhéroe. Las tiras correspondientes a esta etapa, trazadas con línea de rotring sobre hojas de papel folio y con una extensión de tres a cuatro viñetas, cuentan con un dibujo de trazo simple y expresivo, aunque con poca conexión o continuidad entre ellas. Jan, a pesar de las limitaciones del formato, creó gags efectistas sobre Supermán, chistes mudos más bien «domésticos».
Al año siguiente, y hasta 1975, Jan recuperó a Superlópez para una nueva etapa en la editorial Bruguera, proponiendo el personaje a Rafael González, entonces director artístico de la editorial. Estas historietas, autoconclusivas, tenían una longitud en su mayoría de una o dos páginas —tal y como era usual en el estilo de la editorial— con muchas viñetas pequeñas, construidas sobre argumentos mínimos y temas banales, y girando en torno a las viejas y ya desgastadas anécdotas del humor Bruguera. El autor consideraba este estilo anticuado, y ha comentado también que recuerda estas tiras «como una colección de tonterías dibujadas sin ganas y con los ojos puestos en el futuro». Jan llegó incluso a declarar a Rafael González que veía estúpidas las historietas de la editorial, lo que deterioró las relaciones entre ambos. Así, ante las imposiciones marcadas por Bruguera sobre guiones y humor, se negó a realizar los mismos. Parte de los guiones recayeron en Conti, quien los firmó en ocasiones con el seudónimo de Pepe, e incluso algunos de ellos, entregados a Jan generalmente en hojas amarillas mecanografiadas, se dejaron sin firmar. Francisco Pérez Navarro, conocido como Efepé, también se hizo cargo de otros guiones; estos llamaron la atención del dibujante, por considerarlos menos bobos y en general mejores, lo que propició su colaboración en la etapa posterior del personaje.

## Crítica
Sobre las historietas de Bruguera recogidas en el álbum, Omaetxebarria y Pascual escribieron en Trama: «Jan se negará a escribir (los guiones corren a cargo de varios autores de la casa) y asume el apartado gráfico con resultados en ambos casos decepcionantes, si bien desastrosos en el primero de ellos». Pedro Berruezo comentó también por su parte en el fanzine Mondo Brutto: «Viendo el potencial cómico del personaje, Bruguera compró los derechos del mismo y puso a Jan a fabricar como churros historietas de Superlópez que recuerdan sin problemas a lo peorcito de la editorial (esquemas repetitivos, personajes sin gracia, dibujo y colorido pobre). Aquí los guiones [...] potenciaron el papel de una señorota con rulos que ya salió en alguna de las historietas mudas, la mujer de López».